# Spathiphyllum montanum
Spathiphyllum montanum är en kallaväxtart som först beskrevs av R.A.Baker, och fick sitt nu gällande namn av Michael Howard Grayum. Spathiphyllum montanum ingår i släktet Spathiphyllum och familjen kallaväxter. Inga underarter finns listade.